# Геннадий (Дроздовский)
Геннадий Дроздовский (ум. после 1764) — архимандрит, настоятель Соловецкого монастыря Русской православной церкви.
О детстве и мирской жизни Геннадия Дроздовского сведений практически не сохранилось, да и последующие биографические данные о нём очень скудны и отрывочны; известно, что из келарей Соловецкого монастыря был произведен в архимандриты в 1741 году. 
Архимандрит Геннадий «по должности своей соблюдал во всем строгий порядок и, как рачительный хозяин, пекся об устройстве обители, которая трудом его одолжена многими полезными учреждениями». 
В 1761 году отец Геннадий был по собственному прошению отправлен на покой; умер после 1764 года.